# Rômulo (filho de Soterico)
Rômulo (em latim: Romulus) foi um bizantino do século VI que esteve ativo no reinado de Justiniano (r. 527–565). Filho de Soterico e irmão de Filágrio e Eustrácio, acompanhou seu pai numa missão na terra dos misimianos em 556. Lá, ele, seu pai e seu irmão Filágrio, bem como os demais membros da comitiva, foram mortos.